# Grand Prix FIDE féminin 2022-2023
 (février 2025).
Le contenu est difficilement compréhensible vu les erreurs de traduction, qui sont peut-être dues à l'utilisation d'un logiciel de traduction automatique.
Navigation
Édition précédente Édition suivante
L'édition 2022-2023 du Grand Prix FIDE est une série de quatre tournois d'échecs exclusivement réservés aux femmes qui détermine deux joueuses pour participer au tournoi des candidates féminines 2023-2024. Le vainqueur de ce dernier tournoi doit ensuite affronter le champion du monde en titre lors du prochain Championnat du monde d'échecs féminin.
Il s'agit du sixième cycle de la série de tournois. Chacune des seize joueuses doit participer à trois des quatre tournois, et chaque tournoi se déroule sous la formule de round-robin, tournoi toutes rondes, opposant douze joueuses. Les tournois se sont déroulés entre septembre 2022 et mai 2023.
Kateryna Lagno et Aleksandra Goryachkina ont été les deux premières finalistes de la série et se sont qualifiées pour participer au tournoi des candidates féminines 2024.

## Joueuses
16 joueuses qualifiées pour le Grand Prix :
- Championne du monde d'échecs féminine ;
- Quatre demi-finalistes de la Coupe du monde d'échecs féminine 2021 ;
- Les 4 premières du Grand Tournoi suisse féminin de la FIDE 2021, à l'exclusion de celles qui se sont déjà qualifiées pour le Grand Prix ;
- 3 joueuses avec le classement le plus élevé dans la liste du système de classement Elo de mars 2022, qui ont joué au moins une partie classée comptabilisée dans l'une des listes de classement standard de la FIDE d'avril 2021 à mars 2022 (Humpy Koneru n'était pas éligible en raison de cette condition[2]), à l'exclusion de ceux qui se sont déjà qualifiés pour le Grand Prix ;
- 4 joueuses nommées par l'organisateur.

Après que Ju Wenjun (championne du monde féminin), Lei Tingjie (vainqueur du Grand Suisse féminin) et Hou Yifan (qualifiée par classement comme no 1) ont décidé de ne pas participer, des remplaçants ont également été invités par la liste de classement de mars 2022.
| Invitee                | Méthode de qualification  | Classement (mars 2022) |
| ---------------------- | ------------------------- | ---------------------- |
| Alexandra Kosteniuk    | Coupe du monde féminine   | 2516                   |
| Aleksandra Goryachkina | Coupe du monde féminine   | 2610                   |
| Tan Zhongyi            | Coupe du monde féminine   | 2525                   |
| Anna Muzychuk          | Coupe du monde féminine   | 2531                   |
| Elisabeth Pähtz        | Grand Suisse féminin      | 2507                   |
| Zhu Jiner              | Grand Suisse féminin      | 2464                   |
| Mariya Muzychuk        | Grand Suisse              | 2544                   |
| Kateryna Lagno         | Évaluation                | 2550                   |
| Nana Dzagnidze         | Évaluation                | 2531                   |
| Bibisara Assaubayeva   | Nommée par l'organisateur | 2434                   |
| Dinara Wagner          | Nommée par l'organisateur | 2325                   |
| Koneru Humpy           | Nommée par l'organisateur | 2586                   |
| Alina Kashlinskaya     | Nommée par l'organisateur | 2490                   |
| Dronavalli Harika      | Classement (remplacement) | 2517                   |
| Polina Shuvalova       | Classement (remplacement) | 2504                   |
| Zhansaya Abdumalik     | Classement (remplacement) | 2493                   |
| Rameshbabu Vaishali    | Remplacement              | 2403                   |
| Nino Batsiashvili      | Remplacement              | 2472                   |
| Bela Khotenashvili     | Remplacement              | 2485                   |
| Gunay Mammadzada       | Remplacement              | 2454                   |
| Oliwia Kiołbasa        | Remplacement              | 2388                   |

## Calendrier
| No. | Ville hôte         | Date                   | Vainqueur              | Points (victoire/nul/défaite) |
| --- | ------------------ | ---------------------- | ---------------------- | ----------------------------- |
| 1   | Astana, Kazakhstan | 17–30 septembre 2022   | Kateryna Lagno         | 8/11 (+5=6-0)                 |
| 2   | Munich, Allemagne  | 1–14 février 2023      | Alexandra Kosteniuk    | 7.5/11 (+5=5-1)               |
| 3   | New Delhi, Inde    | 24 mars – 6 avril 2023 | Aleksandra Goryachkina | 6/9 (+3=6-0)                  |
| 4   | Nicosie, Chypre    | 15-28 mai 2023         | Dinara Wagner          | 7/11 (+4=6-1)                 |

## Classement du Grand Prix
Pour chaque tournoi, 160 points du Grand Prix seront attribués pour la 1re place, 130 pour la 2e, 110 pour la 3e puis par paliers de 10 de 90 pour la 4e à 10 pour la 12e place. Si les joueurs finissent à égalité de points, les points pour ces places seront partagés équitablement.
Les deux meilleures joueuses du classement du Grand Prix se qualifieront pour le Tournoi des candidates féminines 2023-2024.
Tous les remplaçants (en italique) sont éligibles aux points du Grand Prix et à la qualification des candidates.
| Rang | Joueur                 | Astana | Munich | New Delhi | Nicosie | Total | Prix en € |
| ---- | ---------------------- | ------ | ------ | --------- | ------- | ----- | --------- |
| 1    | Kateryna Lagno         | 160    |        | 85        | 80      | 325   | 49 125 €  |
| 2    | Aleksandra Goryachkina | 130    |        | 133⅓      | 55      | 318⅓  | 45 146 €  |
| 3    | Zhu Jiner              | 110    | 65     | 133⅓      |         | 308⅓  | 40 833 €  |
| 4    | Alexandra Kosteniuk    | 90     | 160    |           | 30      | 280   | 37 000 €  |
| 5    | Harika Dronavalli      |        | 90     | 50        | 110     | 250   | 30 500 €  |
| 6    | Tan Zhongyi            | 60     | 65     |           | 110     | 235   | 26 083 €  |
| 7    | Dinara Wagner          | 60     | 10     |           | 160     | 230   | 26 583 €  |
| 8    | Bibisara Assaubayeva   | 30     |        | 133⅓      | 55      | 218⅓  | 23 646 €  |
| 9    | Nana Dzagnidze         |        | 110    | 50        | 55      | 215   | 19 313 €  |
| 10   | Polina Shuvalova       | 10     |        | 85        | 110     | 205   | 19 875 €  |
| 11   | Koneru Humpy           |        | 130    | 70        |         | 200   | 17 750 €  |
| 12   | Zhansaya Abdumalik     | 80     | 65     | s/d       |         | 145   | 12 250 €  |
| 13   | Elisabeth Pähtz        | 30     | 65     | s/d       |         | 95    | 9 000 €   |
| 14   | Rameshbabu Vaishali    | 60     |        | 30        |         | 90    | 8 583 €   |
| 15   | Alina Kashlinskaya     | 30     | 30     |           |         | 60    | 7 000 €   |
| 16   | Gunay Mammadzada       |        |        |           | 55      | 55    | 4 813 €   |
| 17   | Nino Batsiashvili      |        |        | 50        |         | 50    | 4 500 €   |
| 18   | Mariya Muzychuk        |        | 40     |           |         | 40    | 4 000 €   |
| 19   | Anna Muzychuk          |        | 20     |           |         | 20    | 3 000 €   |
| 19   | Bela Khotenashvili     |        |        |           | 20      | 20    | 3 000 €   |
| 21   | Oliwia Kiołbasa        |        |        |           | 10      | 10    | 2 500 €   |